# Sindrome di Fahr
La sindrome di Fahr, calcificazione idiopatica dei nuclei della base (telencefalo), anche nota come Morbo di Fahr, è una rara malattia genetica autosomica dominante, con manifestazione di disturbi neurologici caratterizzati da depositi anomali di calcio in aree del cervello che controllano il movimento, compresi i nuclei della base e la corteccia cerebrale. È un disturbo neurologico raro e degenerativo con calcificazione e perdita di cellule.
Questo disturbo è stato scoperto dal famoso neurologo tedesco Karl Theodor Fahr, nel 1930.  Il disturbo è noto anche come sindrome di Chavany-Brunhes e sindrome di Fritsche.

## Sintomi e segni clinici
I sintomi possono includere deterioramento delle funzioni motorie, demenza, convulsioni, emicrania, disartria, disfasia, spasticità, paralisi spastica, atetosi, strabismo.
Tuttavia, anche se la sindrome di Fahr si presenta comunemente con deficit motori, circa il 40% dei pazienti ottengono una diagnosi successivamente a esami cognitivi o psichiatrici.
Si possono anche includere i classici sintomi della malattia di Parkinson: tremori, rigidità muscolare, e la tipica facies inespressiva, andatura incerta e movimenti involontari delle estremità distali.
Questi sintomi sono però caratteristici delle fasi più avanzate della malattia.
Sintomi più comuni sono invece distonia e corea.
L'età di insorgenza è tipicamente sui 40-50 anni, anche se può manifestarsi a qualsiasi età.

## Prognosi
Non esiste cura per la sindrome di Fahr, e non c'è un trattamento terapeutico standard, ogni conoscenza si basa su esperienze individuali. Studi indicano un beneficio ai sintomi psicotici tramite l'uso di aloperidolo e carbonato di litio.
La prognosi rimane comunque variabile per ogni caso ed è difficile prevedere l'evoluzione patologica, in quanto mancano connessioni tra età, estensione dei depositi di calcio cerebrali, e deficit neurologici.
Sembra comunque che l'apparizione delle calcificazioni sia dipendente dall'età, quindi un esame di TAC potrebbe dare esito negativo in un portatore del gene che causa la sindrome se esso si sottopone all'esame prima dei 55 anni.
Le lesioni neurologiche sono comunque progressive, e portano generalmente a infermità e morte.

## Ricerche correlate
Il National Institute of Neurological Disorders and Stroke (NINDS) supporta e conduce ricerche in disordini neurogenetici come la sindrome di Fahr, il cui obbiettivo è localizzare e capire l'azione dei geni coinvolti in questa malattia, in modo da poter trattare o prevenire la malattia stessa.